# Ola Håkansson
Ola Håkansson, también conocido por sus seudónimos Björn Håkansson y Oson (Estocolmo, 24 de marzo de 1945), es un cantante, compositor, productor discográfico, guionista y actor sueco que tuvo un gran éxito internacional con el grupo Secret Service. 

## Biografía
Debutó como cantante en 1962, cuando se incorporó al grupo de garage rock The Janglers, que cambió su nombre por el de Ola & The Janglers para la ocasión. Con este grupo publicó siete álbumes, entre los cuales se encuentran Pictures & Sounds, que fue la banda sonora de la película Ola och Julia, de Jan Halldoff (en la que el propio Håkansson interpreta el papel del protagonista), y Let's Dance, del que se extrajo el sencillo del mismo nombre que llegó al Top 100 de Estados Unidos.
Tras la disolución de la banda en 1969, Håkansson inició una carrera en solitario. Hasta 1976 publicó seis álbumes, y desde 1972 se sirvió de una banda de acompañamiento llamada Frukt & Flingor, que contaba entre sus miembros con el batería Leif Johansson (antiguo compañero de banda en Ola & The Janglers) y el guitarrista Tonny Lindberg. Al mismo tiempo, asistió a la Universidad de Estocolmo y trabajó como director del sello discográfico Sonet.
En 1976, Håkansson comenzó a desarrollar, junto con los músicos Tim Norell y Ulf Wahlberg, un nuevo proyecto llamado Ola + 3, con el que publicó un álbum y participó en el Melodifestivalen de 1979. Al finalizar el evento, el proyecto, al que se incorporaron Leif Johansson, Tonny Lindberg y Leif Paulsén, tomó la forma de un grupo, cuyo nombre pasó a ser Secret Service. Sus primeros álbumes (Oh Susie, Ye Si Ca y Cutting Corners), que contenían canciones escritas por el propio Håkansson (el cual aparecía con su segundo nombre, Björn), tuvieron una buena acogida fuera de Suecia y ganaron varios premios.
En 1984, Håkansson (que ese año cambió su seudónimo por el de Oson), junto con su compañero de grupo Tim Norell, comenzó a trabajar como productor musical, y en 1987, año de la separación definitiva de Secret Service, formó el llamado Megatrio (cuyos miembros eran Norell, Håkansson y Anders Hansson, un multiinstrumentista que participó en la grabación de Aux Deux Magots, el último álbum de Secret Service). Al mismo tiempo, continuó su actividad como letrista, formando el trío Norell-Oson-Bard (junto con Norell y Alexander Bard, autor de algunas letras del álbum Aux Deux Magots).
En 1992 fundó Stockholm Records, una compañía discográfica filial de PolyGram nacida de las cenizas de Sonet, y en los años 90 se encargó de los guiones de varios episodios de series de televisión suecas.

## Discografía
- 1969 - Solo
- 1971 - Ola Håkansson

### Ola & The Janglers
- 1965 - Surprise, Surprise
- 1966 - Patterns
- 1966 - Limelight
- 1967 - Pictures & Sounds
- 1967 - Under-Ground
- 1968 - Let's Dance
- 1969 - Sweet Love, Lost Love

### Ola, Frukt & Flingor
- 1972 - Drömmens Dag
- 1974 - Från Tryckare Till Shake
- 1976 - 3
- 1976 - O.F.F.

### Ola + 3
- 1979 - Det Känns Som Jag Vandrar Fram

### Secret Service
- 1979 - Oh Susie
- 1980 - Ye-Si-Ca
- 1982 - Cutting Corners
- 1984 - Jupiter Sign
- 1985 - When the Night Closes In
- 1987 - Aux Deux Magots

## Filmografía
- 1967 - Drra på - kul grej på väg till Götet
- 1967 - Ola och Julia